# Othon de Windisch-Graetz
Othon de Windisch-Graetz ou Windischgrätz, né Otto Weriand Hugo Ernst zu Windisch-Graetz le 7 octobre 1873 à Graz et mort le 25 décembre 1952 à Lugano, est un officier et un prince autrichien.

## Biographie

### Avant son mariage
Othon de Windisch-Graetz est le deuxième fils du prince et conseiller d'État, Ernest de Windisch-Graetz (1827-1918), et de son épouse, née princesse Camille zu Oettingen-Oettingen (1845-1888). Il appartient donc à une branche cadette de la Maison Windisch-Graetz. Il est né avec le titre nobiliaire "prince" (Prinz) et élevé à la dignité de  "prince souverain" (Fürst) en 1902 à son mariage le 23 janvier 1902 avec la petite-fille préférée de l'empereur François-Joseph, l'archiduchesse Élisabeth-Marie d'Autriche, dite plus tard, l'« archiduchesse rouge ».
Le prince passe son enfance au palais paternel de la Strohgasse à Vienne et intègre en 1891 l'école des cadets de Mählrisch-Weisskirchen en Moravie. Il est ensuite à l'école d'officiers d'Olmütz, d'où il sort, le 1er mai 1895, avec le grade de lieutenant, puis il passe deux ans en garnison à Brünn, où il est nommé Oberleutnant deux ans plus tard.
C'est en mars 1900 que le lieutenant de Windisch-Graetz fait plus ample connaissance avec l'archiduchesse de dix ans sa cadette, à Laxenbourg, avec qui il avait déjà dansé aux bals de la Hofburg. Il est grand, aux traits réguliers, blond aux yeux bleus, excellent cavalier et parfait gentilhomme.
L'archiduchesse, enfant gâtée et capricieuse, est immédiatement amoureuse de lui, et décide de l'épouser.  Elle convainc sa mère, née princesse Stéphanie de Belgique et veuve de l'archiduc Rodolphe d'Autriche. Celle-ci, après 11 ans de veuvage à la suite d'un mariage disharmonieux,  venait juste de contracter un mariage morganatique en épousant en secondes noces un simple comte hongrois de noblesse récente, le comte Elemér Lónyay. 
Le vieil empereur, traumatisé par la mort de son fils et qui, par réaction, a outrageusement gâté sa petite-fille, se laisse fléchir en décembre 1900 par la perspective d'un mariage morganatique, le fiancé n'étant ni de sang royal, ni de noblesse médiatisée, bien qu'appartenant à la haute noblesse, mais lui demande d'attendre ses dix-huit ans. Chef des armées, il convoque l'officier qui accepte l'honneur qui lui est fait d'épouser la petite-fille de son souverain et supérieur hiérarchique. Les fiançailles sont célébrées à l'automne 1901.

### De 1902 à 1916

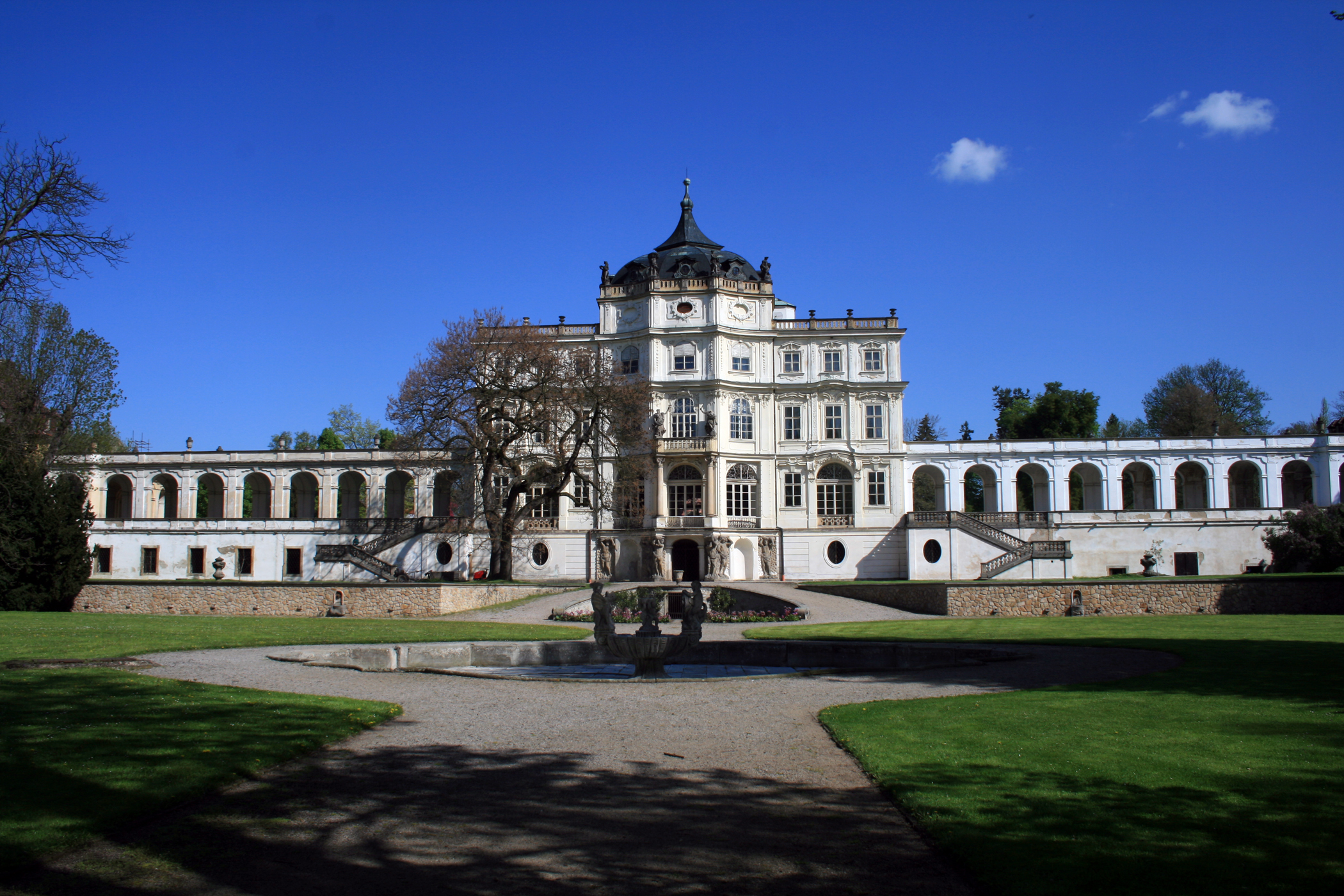
Château de Ploschkowitz

La fiancée reçoit 420 000 couronnes de dot, en titres, plus des bijoux, vêtements, etc. et l'empereur lui accorde le droit de conserver son prédicat d'altesse royale et impériale, après son mariage, bien qu'elle doive renoncer à la succession au trône. Le mariage a lieu à la chapelle Saint-Joseph de la Hofburg dans la plus stricte intimité, suivi d'un voyage de noces en Slovénie au château de Seebach, et ensuite en Italie, à Malte et en Égypte, et au retour à Athènes et Constantinople. Ils reviennent en Autriche par Trieste en mai 1902. Le prince est nommé à  l'état-major de la 9e division d'infanterie à Prague. Ils n'eurent pas le droit à l'automne d'assister aux funérailles de la reine Marie-Henriette à Bruxelles, le roi Léopold II étant brouillé avec sa fille Stéphanie depuis son remariage, et par conséquent avec sa petite-fille.
Après une première fausse couche, la princesse donne naissance, le 22 mars 1904, à un fils baptisé François-Joseph (Franz Joseph). Le prince de Windisch-Graetz est nommé capitaine de cavalerie de 2e classe en 1905 et met fin à sa carrière militaire, pour administrer les biens de sa femme. Un deuxième fils naît le 21 avril 1905, Ernest (Ernst Weriand) et le ménage quitte Prague pour s'installer au château de Ploschkowitz, mis à la disposition par l'empereur. Deux autres enfants y voient le jour par la suite : Rodolphe (Rudolf) en 1907 et Stéphanie en 1909. Les enfants sont de santé fragile, la princesse commence à s'ennuyer et la mésentente s'installe dans le ménage. Une grave crise conjugale intervient en 1912, la princesse reprochant à son époux son manque de désir à son égard. La princesse de Windisch-Graetz se met à voyager et à séjourner dans les stations thermales de l'empire. Elle est gravement malade à l'automne 1913, dans le Tyrol du Sud. Le prince quant à lui préfère rester en Bohême, où il s'adonne à la chasse.
Le prince a des liaisons passagères et la princesse commence à s'afficher à partir de 1913 avec un jeune lieutenant de vaisseau, Egon Lerch (1886-1915), qui devient son amant. Lorsque le prince est au front entre janvier et juillet 1915, la princesse en profite pour rejoindre son amant et multiplier les imprudences, mais le jeune homme meurt le 7 août 1915, lorsque son sous-marin est coulé par la flotte italienne. La princesse est désespérée et décide de se séparer de son époux mais la présence tutélaire du vieil empereur empêche la séparation du couple et le scandale qui en aurait découlé. L'empereur s'éteint le 21 novembre 1916. Lui succède son petit-neveu sous le nom de Charles Ier d'Autriche. La princesse de Windisch-Graetz n'est plus qu'une des nombreuses cousines issue de germain du nouveau et jeune souverain.

### De 1916 à 1924
Le prince est nommé lieutenant-colonel, le 27 novembre 1916, alors qu'il combat à la tête d'un bataillon du 3e régiment de chasseurs tyroliens au front en Italie et reçoit la croix de fer de 1re classe. Les dernières années de la guerre voient aussi une lutte sans merci des époux entre eux, le prince voulant semble-t-il gagner du temps pour conserver les avantages financiers dus à son mariage.La mésentente du couple princier qui n'était qu'un secret de polichinelle, éclate au grand jour et fait les choux gras de la presse qui se fait l'écho des scandales suscités par cette séparation et des accusations sur leur vie intime révélées de part et d'autre. La défaite militaire provoque la chute de la monarchie. L'empereur Charles Ier se retire sans abdiquer. La république et proclamée : le prince le princesse de Windisch-Graetz ne sont plus que de citoyens ordinaires. 
S'ensuivent plusieurs années de batailles judiciaires  entre les époux sur la question de la séparation (le divorce n'existe pas en Autriche à cette époque) et de la garde des enfants, le prince étant obligé maladroitement de faire appel plusieurs fois aux gendarmes pour voir ses enfants. Il obtient en 1920 la garde des deux aînés, mais cela ne sera effectif que plus tard. 
En 1919, la princesse fait la connaissance  d'un futur député socialiste, cultivé et affable, fils de paysans, Léopold Petznek. Elle s'inscrit au parti socialiste qu'elle finance et se met en ménage quelques années plus tard avec lui. Elle vit à partir de 1929 dans la villa Windish-Graetz à Hütelldorf, quartier résidentiel en dehors du centre-ville de Vienne et se coupe de la société aristocratique.
La séparation effective de lit et de table est prononcée par le tribunal, le 26 mars 1924.

### Après 1924
Le prince, qui est défendu par sa belle-mère la comtesse Lonyay, demande en 1934 la mise sous curatelle de son épouse séparée, sous le prétexte qu'elle dilapide le patrimoine de ses trois enfants survivants au profit de subventions au parti social-démocrate auquel elle a adhéré. Son fils aîné s'associe à cette demande, mais finalement se ravise et son père finit par comprendre l'inutilité et l'indignité de cette démarche qui est annulée le 31 mars 1934. Dès lors les enfants Windisch-Graetz ne sont plus reçus que rarement par leur mère, jusqu'à sa mort en 1963. Le prince fait ensuite partie d'organisations charitables au secours des Juifs réfugiés en Suisse, pendant la Seconde Guerre mondiale. 
Le divorce des époux Windisch-Graetz est prononcé en février 1948. Le prince meurt le jour de la Noël 1952 à Lugano en Suisse, deux jours après son fils Ernest, et est enterré au cimetière de Lugano-Castalogna. Il vivait dans un « grand dénuement », secouru par les subsides de sa fille Stéphanie.